# City of Winchester
City of Winchester är ett distrikt (motsvarande kommun) i grevskapet Hampshire i England, Storbritannien. Distriktet har 130 268 invånare (2022). 
Distriktet består av staden Winchester och omgivande landsbygd med småstäder och byar. Distriktet är indelat i 48 civil parishes. 